# Pietro Bembo
Pietro Bembo (Venecia, 20 de mayo de 1470 - Roma, 18 de enero de 1547) fue un cardenal, humanista, filólogo, escritor, poeta, traductor y erudito italiano.

## Biografía

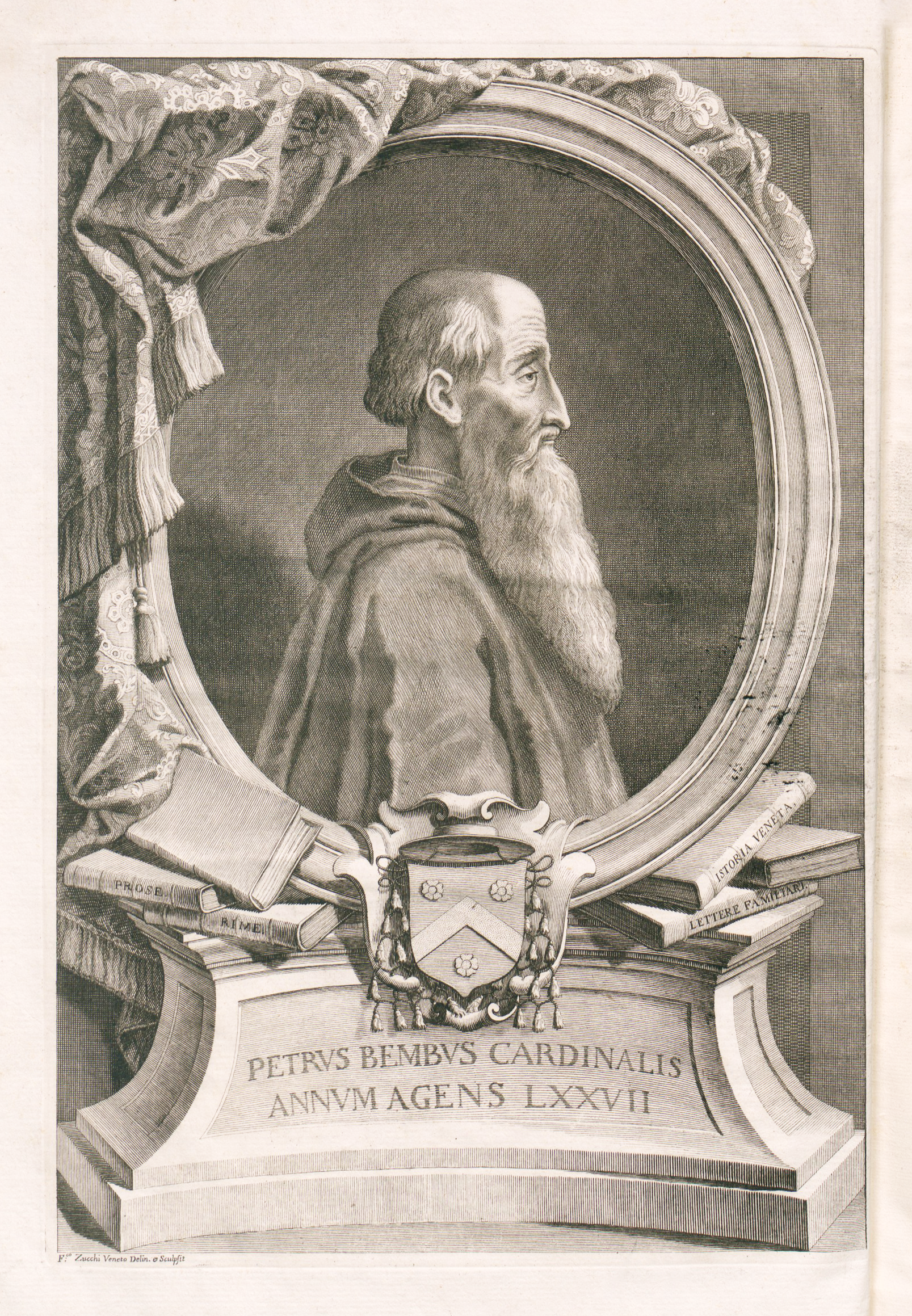
Pietro Bembo, Historia Veneta, 1729

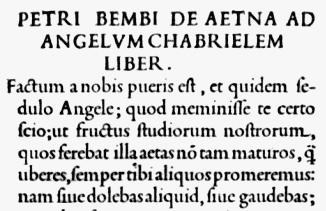
El comienzo del De Aetna, opúsculo escrito por Bembo.

Sogno, 1492-1494

Hijo de una noble familia, su padre, Bernardo Bembo, era patricio y embajador veneciano y tan amante de la literatura que llegó a levantar un monumento a Dante en Rávena. Erigió luego uno en Florencia (1478–1480) y, más tarde, otro en Ferrara (1498). 
De esta suerte, Pietro pudo conocer las cortes de Lorenzo el Magnífico y de Alfonso de Este, en las cuales los literatos eran muy apreciados. Con sus primeras experiencias cortesanas se mezclaron los estudios clásicos realizados en la escuela del helenista neoplatónico Constantino Lascaris en Mesina (donde permaneció desde mayo de 1492 hasta el verano de 1494) y, en Padua, bajo la dirección de Nicolò Leonico Tomeo.
La generosa acogida de Guidobaldo de Montefeltro y de su esposa Isabel Gonzaga, objeto del cálido elogio de Bembo, le disuadieron de su intento de retirarse a la abadía de la Croce dell'Avellana, cerca de Urbino. Por lo demás, el carácter de Pietro Bembo no se avenía bien con la humildad monástica, no solo por su independencia, sino por los gustos que demostraba a la manera de su modelo, el humanista Petrarca. Residió en Urbino entre los años 1506 y 1512, y allí conoció al gran pintor Rafael y al cardenal Giovanni de Médicis, el futuro papa León X.
Marchó a Roma como secretario de cartas latinas del papa León X para redactar en perfecto latín ciceroniano las bulas pontificias. Este período romano (1512–1519) es denominado «ciceroniano» a causa de su defensa de la imitatio ciceroniana (imitación de la lengua y sintaxis de un solo autor latino considerado modélico, Cicerón) frente a la imitatio eclectica que pregonaban los humanistas discípulos de Erasmo de Róterdam (imitación de lo mejor del latín de distintos autores).
A la muerte del papa se trasladó de nuevo a Padua en 1521, lugar al que fueron a residir no pocos artistas del momento por la protección que allí se les dispensaba. Fue también la época de Gli asolani (Los asolanos) (1505), tres diálogos dedicados a Lucrecia Borgia, con la cual mantuvo un tórrido romance cuando la conoció en Ferrara en la corte de su marido, Alfonso d'Este. En esta obra desarrolla la teoría platónica del amor. También empezó a escribir las Prose della volgar lingua (Prosas sobre la lengua vulgar), publicadas más tarde, en 1525; diálogos, donde el erudito latinista, no sordo a las llamadas de la poesía en romance, llevó a cabo una admirable aproximación a las diversas teorías sobre el lenguaje y, a través de su gramática, contribuyó de manera significativa en la uniformación del idioma italiano escrito, basado en el modelo de Florencia y en la prosa de Giovanni Boccaccio, favoreciendo asimismo la difusión del petrarquismo en el resto de Europa. Afirmó ya sin contemplaciones la necesidad de dignificar (nobilitare) el idioma vulgar, igualándolo en regularidad al latín.
Al mismo tiempo que completaba las Prose della volgar lingua, entre 1521 y 1525, enriquecía con glosas la nueva edición del Canzoniere de Petrarca, con ayuda de su amigo, el impresor y humanista veneciano Aldo Manucio. Regresa a Roma durante un tiempo, en el cual sostuvo un romance con Faustina della Morosina, que le dio tres hijos, pero con la cual no se casó para no perder los beneficios eclesiásticos. El Carteggio d´amore (1500) es un epistolario que ofrece un valioso testimonio de otro amor suyo, el que profesó a María Savorgnan, largo tiempo envuelto en el misterio. Bembo fue llamado por la Signoria a Venecia en 1529 para escribir la historia de la República de Venecia y dirigir la Biblioteca Marciana o de San Marcos. Dentro de la primera de estas actividades reanudó la obra ya iniciada por Sabellico escribiendo en latín los Rerum Venetarum historiae libri XII, historia de Venecia entre 1487 y 1513, que luego tradujo al idioma vulgar y fue publicada póstumamente en 1551. Así mismo, dos años después, en 1553, saldría a la luz, también en Venecia, su obra Carmina, en la cual se recoge lo mejor de su poesía en latín.
Acerca de las Prosas, dijo Varchi, que los italianos deben estar agradecidos a Bembo por haber quitado de su lengua la herrumbre de los siglos pretéritos. En 1529 aparecieron las Rime (Rimas), poemas que refundan, continúan y refuerzan la tradición del petrarquismo. Entre ellas figura su famoso soneto A Italia:

Oh tú del mundo la más bella parte,

que ciñe el vasto mar y el Alpe cierra,

oh dulce, alegre, deleitosa tierra; 

que alto y soberbio el Apenino parte.

En vano el pueblo te dejó de Marte

señora de la mar y de la tierra,

hoy tus antiguas siervas te hacen guerra

y no cesan de herirte y de pegarte.

Ni falta entre tus hijos quien ajeno

poder devastador convide y llame

y hunda su espada en tu materno seno;

no queda ya quien te respete y ame.

¡Oh duro siglo de maldades lleno!

¡Oh estirpe vil, degenerada, infame!
A Italia (trad. decimonónica de Clemente Althaus)

En 1539 Paulo III confería al humanista la púrpura cardenalicia (Morosina había muerto el 13 de agosto de 1535 y Bembo contaba entonces casi sesenta años). En el último periodo de su vida aumentaron los honores y recibió los episcopados de Gubbio (1541) y el arzobispado de Bérgamo (1544) sin obligación de residencia. La muerte de Morosina le hizo volverse a las lecturas piadosas y los escritos de los Santos Padres en detrimento de los clásicos grecolatinos. Luego volvió a Roma, donde fue uno de los candidatos al pontificado con más posibilidades y allí falleció.
A Bembo se le debe sobre todo la sistematización y vulgarización del humanismo que representaba la conclusión natural del Renacimiento. Fue un lector compulsivo desde que en su infancia accediera a los libros de la rica biblioteca paterna, y un gran conocedor de las obras clásicas grecolatinas, así como también de sus contemporáneos. Escribía con igual perfección en latín que en italiano, muy influido por el modelo de Cicerón.

## Obras principales

### Historia Veneta
La Historia Veneta es una historia de la República de Venecia que abarca el periodo de 1487 a 1513. Bembo acumuló materiales para redactarla en los primeros años de la década de 1530 y dejó el texto completo a su muerte, tanto en latín como traducido al toscano. La obra fue publicada en latín en 1551, tras ser modificada en algunos puntos a instancias del gobierno de Venecia, con el título de Rerum Venetarum Historiae libri XII. El mismo año, en París, Michael Vascosan publicó una edición pirata. En 1552 fue impresa la traducción de Bembo, retocada para ajustarse a la versión oficial en latín y con cambios de estilo del gusto del editor, Gualterio Scoto.
Un capítulo del libro VI narra el descubrimiento y conquista de América, la expansión portuguesa por el océano Índico y la expedición de Magellanes-Elcano. Entre otras novedades, contiene la primera descripción de personas de etnia inuit por parte de europeos. Una traducción de este capítulo al francés fue publicada en Lyon y en París en 1556 con el título L'Histoire du Nouveau Monde decouvert par les Portugalays.

## Interpretaciones

### Películas
| Año  | Película   | Director          | Personaje   |
| ---- | ---------- | ----------------- | ----------- |
| 2006 | Los Borgia | Antonio Hernández | Marco Bocci |